# التاج (ليبيا)
التاج هي قرية وموقع مقدس في واحة الكفرة، داخل منطقة الصحراء الليبية الفرعية من الصحراء الكبرى. يقع في منطقة الكفرة جنوب منطقة برقة جنوب شرق ليبيا. تُترجم العلامة العربية إلى "تاج" باللغة الإنجليزية، وهي مشتقة من الموضع فوق حوض الكفرة. إن منطقة التاج، التي تشهد ارتفاعًا، تفتقر إلى واحة نبع وموائل نخيل التمر.

## السنوسي
تأسست شركة التاج عام 1895 على يد محمد المهدي السنوسي (1844-1902)، بعد أن أجبره العثمانيون والرهبنة السنوسية من الجغبوب في صحراء برقة إلى الكفرة. كان ابن المؤسس والقائد الأعلى للرهبانية (1859-1902). أسس المهدي الزاوية (مدرسة - مدرسة) مع مسجد يوجد بها برج مئذنة منخفض مثمن الأضلاع. كما قام ببناء العديد من قبور عائلة السنوسي هنا، والتي تضمنت فيما بعد مقابره الخاصة به، مما جعل من التاج مكانًا مقدسًا للسنوسي.

## الإيطاليون والحرب العالمية الثانية
خلال الفترة الليبية الإيطالية الاستعمارية، بنى الإيطاليون حصنًا على طراز الحرب العالمية الأولى في التاج في منتصف الثلاثينيات. على الرغم من أن بعض البنادق كانت موضوعة في الحصن، إلا أن أسواره كانت قديمة وقليلة الفائدة في التكتيكات الحربية المتنقلة للحرب العالمية الثانية. تم الاستيلاء على الحصن والمطار وبلدة الكفرة من قبل القوات الفرنسية الحرة ومجموعة الصحراء البريطانية النيوزيلندية طويلة المدى في عام 1941 في الاستيلاء على الكفرة، في حملة الحلفاء في الحرب العالمية الثانية على الصحراء الغربية.